# Divizia B 1999-2000
Divizia B 1999-2000 a fost a 60-a ediție a Diviziei B, al doilea eșalon fotbalistic al României.
Echipele de pe locul 1 au promovat în Divizia A la finalul sezonului, în timp ce ultimele patru din fiecare serie au retrogradat în Divizia C.

## Seria I

### Seria II
1 FC Drobeta-Turnu Severin a fost penalizată cu 6 puncte.